# Beitostølen
Beitostølen es una localidad situada en el municipio de Øystre Slidre, en la provincia de Innlandet, Noruega. Tiene una población estimada, a inicios de 2023, de 363 habitantes.
Es básicamente un lugar de destino para turistas, por sus instalaciones de esquí de nivel mundial. En total hay aproximadamente 2000 camas disponibles en la localidad. De orígenes humildes, la localidad ha ido desarrollando otros emprendimientos, incluyendo hoteles y senderos de cross-country.
Beitostølen consiste de dos áreas separadas de esquí alpino. La principal (Beitostølen Skisenter) recibe aproximadamente el 90% de las visitas a la localidad. Tiene capacidad para 2600 esquiadores por día. La zona cuenta con un hotel de la mundialmente famosa cadena Radisson Blu.